# Gustav Jirouch
Gustav Jirouch (* 19. oder 20. Jahrhundert) ist/war ein Erfinder, der 1953 mit einem Technik-Oscar ausgezeichnet wurde.
Jirouch entwickelte in Bexleyheath, Kent, in England für das Unternehmen Cine Television Equipment Ltd. die weltweit erste vollautomatische Klebepresse Robot II auf der Basis der einige Jahre zuvor entwickelten Klebepresse namens Robot. Die Klebepresse wurde für das Normalfilmformat 35 mm entwickelt, eine weitere Version sollte für das Schmalfilmformat 16 mm entwickelt werden. Als besondere Vorteile der Klebepresse wurden vom Hersteller unter anderem die hohe Geschwindigkeit genannt, das gleichmäßige Abschaben und Entfernen der Fotoemulsion in einem Stück, wodurch Schmutz und Staub minimiert wurden sowie die Herstellung von Doppel- oder Dreifachverbindungen ohne Materialverlust.
Anlässlich der 25. Oscarverleihung wurde Jirouch 1953 mit einem Scientific/Technical Award (Klasse III) „für das Design der automatischen Klebepresse Robot“ („for the design of the Robot automatic film splicer“) ausgezeichnet.
Darüber hinaus ist über Gustav Jirouch nichts bekannt. 